# クズネツォフ NK-8
NK-8はクズネツォフ設計局によって製造された推力 90 kNから105 kN級の低バイパスターボファンエンジンである。1960年に初飛行してNK-8、NK-8-2、NK-8-2U、NK-8-4とNK-8-4Kの5形式がある。
イリューシン Il-62とツポレフ Tu-154A型とB型の動力として量産された。

## 仕様 (NK-8-2)
一般的特性
- 形式: ターボファン
- 全長: 4,762 mm (187.5 in)
- 直径: 1,442 mm (56.8 in)
- 乾燥重量: 2,100 kg (4,600 lb)

構成要素
- 圧縮機: 軸流式, ファン2段, 低圧圧縮機2段, 高圧圧縮機6段
- 燃焼器: アニュラー型, 燃焼器 139個
- タービン: 軸流式, 高圧タービン1段, 低圧タービン2段
- 使用燃料: JET A-1
- 潤滑システム: 加圧給油

性能
- 推力: 93.2 kN (21,000 lbf) (離陸時)
- 全圧縮比（英語版）: 10.8
- バイパス比: 1
- タービン入口温度: 1,140 K (870 °C)
- 燃料消費率: 0.76 lb/lbf/h (77 kg/kN/h) (高度11,000 m (36,000 ft)巡航時)
- 推力重量比: 0.0444 kN/kg (4.53 lbf/lb)

出典: Jane's all the World's Aircraft 1982–83.

## 新燃料対応の実験
1988年、新しい燃料を使用した試験が実施され、NK-8-2型が従来のケロシンの代わりに低温燃料に対応するようにNK-88として改造された。この実験は液体水素(液体状態で保存して噴射装置へは -170 °Cで送る)または液化天然ガス(液体状態で保存して噴射装置へは -70 °Cで送る)を燃料として使用する事を企図していた。ツポレフTu-154Bを改造した: ツポレフ Tu-155が使用された。
新型の NK-89という2種類の燃料対応型(ケロシン/ 液化天然ガス)も同様にツポレフTu-156として提案されたが、計画はソ連崩壊により中断された。